# Bridget Parker
Bridget Louise "Didge" Parker (apellido de soltera: Parker, previamente: Napier & Hale), es un personaje ficticio de la serie de televisión australiana Neighbours, interpretada por la actriz Eloise Mignon del 23 de julio de 2007 hasta el 21 de julio de 2009.

## Antecedentes
Steve Parker y Miranda West-Parker adoptaron a Bridget cuando esta apenas tenía 6 años junto a su hermano mayor Riley Parker, luego de que su madre biológica Joanna Hale los pusiera en adopción después de la muerte de su esposo.